# 보브로프섬

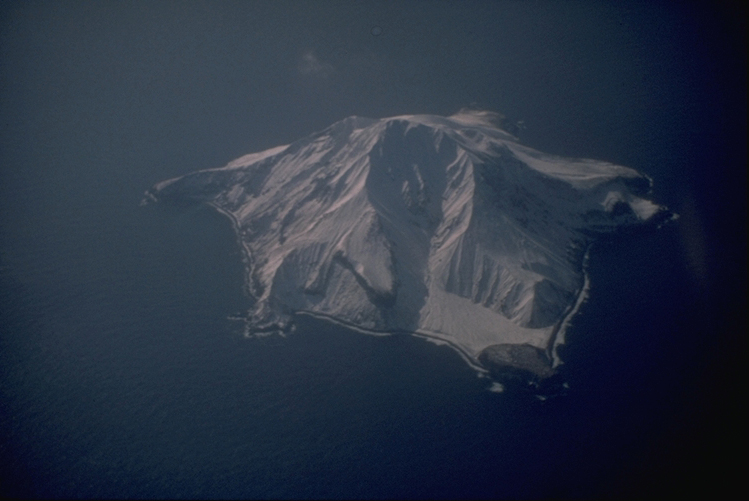

보브로프섬(Bobrof Island)은 미국 알래스카주 알류샨 열도에 있는 섬으로, 섬 전체가 하나의 성층 화산으로 이루어져 있다.